# Live at Wacken (2015)
Live at Wacken (2015) è il decimo album dal vivo del gruppo musicale statunitense Dream Theater, pubblicato il 9 dicembre 2022 dalla Inside Out Music.

## Descrizione
Contiene la registrazione parziale del concerto tenuto dal gruppo nel 2015 al Wacken Open Air, durante il quale hanno presentato una scaletta atta a celebrare i loro trent'anni di carriera. L'esibizione è stata inoltre filmata e resa disponibile sul canale YouTube del festival poco tempo dopo per un periodo limitato di tempo.
Dalla pubblicazione è stato escluso il brano Behind the Veil, eseguito al termine del concerto.

## Tracce
Testi di John Petrucci, musiche dei Dream Theater, eccetto dove indicato.
1. Afterlife – 5:35 (testo: Charlie Dominici)
2. Metropolis, Pt I: The Miracle and the Sleeper – 10:17
3. Burning My Soul – 5:42 (testo: Mike Portnoy)
4. The Spirit Carries On – 7:44
5. As I Am – 7:38 (musica: John Myung, John Petrucci, Mike Portnoy, Jordan Rudess)
6. Panic Attack – 7:39
7. Constant Motion – 7:04 (testo: Mike Portnoy)
8. Bridges in the Sky – 9:43 (musica: John Petrucci, Jordan Rudess, John Myung)

## Formazione
Gruppo
- James LaBrie – voce
- John Petrucci – chitarra
- Jordan Rudess – tastiera
- John Myung – basso
- Mike Mangini – batteria

Produzione
- John Petrucci – produzione
- James "Jimmy T" Meslin – montaggio audio aggiuntivo
- Peter Van 't Riet – mastering